# Zagrebačka mumija
Zagrebačka mumija je arheološki izložak iz Egipta u Arheološkom muzeju u Zagrebu. To je mumija umotana u laneni povoj s najduljim etruščanskim natpisom na svijetu.

## Povijest pronalaska
Mumiju je kupio Mihael Barić prilikom svog posjeta Egiptu (1848./1849.). Njegov brat Ilija Barić darovao ju je Jugoslavenskoj akademiji u Zagrebu, 1862. godine i trajno je pohranjena u Arheološkom muzeju u Zagrebu. 
Njemački egiptolog Heinrich Brugsch je 1869. godine otkrio natpis za koji nije znao da pripada Etruščanima. Godine 1891. bečki profesor i egiptolog dr. Jacob Krall otkrio je da mumijini povoji zapravo kriju najduži sačuvani etruščanski natpis na svijetu. 
Tijekom 1980-ih povoji su temeljito restaurirani i rekonstruirani, ponovno fotografirani infracrvenim zrakama, te je paleografskom analizom i radioaktivnim ugljikom (C-14) utvrđena njena starost na oko 390. g. pr. Kr.

## Zagrebačka lanena knjiga
Zagrebačka lanena knjiga (Liber linteus Zagrebiensis) rukopis je s najduljim sačuvanim tekstom etruščanskog jezika. 
Platno s oko 1130 riječi sačuvano je u pet naknadno izrezanih traka kojima je bila omotana egipatska mumija. Duljina cijele knjige iznosi oko 340 cm, a širina najšire trake je 35 cm. Tekst je raspoređen u 12 stupaca s različitim brojem redaka (od 26 do 36). Pretpostavlja se da sadrži niz obrednih propisa vezanih uz vjerske rituale starih Etruščana.  Kako je etruščanski jezik još uvijek slabo poznat, dosad je poznato značenje samo pojedinih riječi koje spominju žrtvene darove i datume pojedinih svetkovina.
Ovi ovoji s natpisom otvaraju jasnu mogućnost postojanja jakih komunikacija između drevnih Etruščana i Egipta.
Transliteracija dijela teksta (9. stupac):
vacl vinum śantiśtś celi pen trytym
θi θapneśtś trytanaśa hanθin celi
tyr hetym vinym θic vacl heχz etnam
iχ matam cnticn θsepen teśamitn
murce θi nunθen etnam θi tryθ etnam
hanθin etnam celycn etnam aθumitn
peθereni eslem zaθrum mur in velθineś
cilθś vacl ara θui useti catneti slapiχyn
slapinaś favin yfli spyrta eisna hinθy
cla θesns
Jedna pretpostavka je da je u Egiptu postojala mala etruščanska zajednica izbjeglica (kao u Aleksandriji), koja je poprimila egipatske običaje mumificiranja.

## Natpis na papirusu
Istraživanjem popratnog papirusa koji se nalazio u pogrebnoj opremi pokojnice, utvrđeno je da on sadrži nekoliko poglavlja Knjige mrtvih s podacima o pokojnici. Nesi-hensu bila je žena Paher-hensua, »božanskog krojača« iz Tebe, koji je izrađivao odjeću za kultne statue boga Amona. 

Kako se etruščanski natpis našao obavijen oko jedne Egipćanke u doba kada Etruščani gube prevlast u sjevernoj Italiji (dok jača Rimska Republika), ostaje jedna od velikih tajni arheologije.

## Vanjske poveznice
- Arhivirana inačica izvorne stranice od 24. travnja 2012. (Wayback Machine) - Mrežne stranice Egipatskog odjela Arheološkog muzeja u Zagrebu
- Arhivirana inačica izvorne stranice od 17. srpnja 2012. (Wayback Machine) - Mrežne stranice kolekcije etruščanskih spomenika Arheološkog muzeja u Zagrebu
- Liber linteus Zagrabiensis, članak objavljen u časopisu "Fragmenti" Studentskog kluba arheologa Filozofskog fakulteta u Zagrebu
- Tekst o teoriji etruščanskog podrijetla Slavena i Hrvata  Arhivirana inačica izvorne stranice od 16. rujna 2014. (Wayback Machine)